# Cratere Wen Tianxiang
Wen Tianxiang è un cratere sulla superficie di Mercurio.